# Benton Harbor
Benton Harbor é uma cidade localizada no estado americano de Michigan, no Condado de Berrien.

## Demografia
Segundo o censo americano de 2000, a sua população era de 11.182 habitantes. 
Em 2006, foi estimada uma população de 10.641, um decréscimo de 541 (-4.8%).

## Geografia
De acordo com o United States Census Bureau tem uma área de 
11,6 km², dos quais 11,4 km² cobertos por terra e 0,2 km² cobertos por água. Benton Harbor localiza-se a aproximadamente 192 m acima do nível do mar.

## Localidades na vizinhança
O diagrama seguinte representa as localidades num raio de 12 km ao redor de Benton Harbor. 